# Anomalopidae
Anomalopidae, còn gọi là Cá mắt đèn, là một họ cá thuộc bộ Cá tráp mắt vàng. Họ này có 200 loài. Cá mắt đèn sinh sống ở vùng nhiệt đới trên toàn thế giới. Một số loài di chuyển đến vùng nước nông hoặc san hô vào ban đêm, hoặc nếu không, chúng chỉ sinh sống ở vùng nước sâu.

## Các chi
Dưới đây là các chi cá mắt đèn:
- Anomalops
- Kryptophanaron
- Parmops
- Photoblepharon
- Phthanophaneron
- Protoblepharon